# Mistrovství světa v lukostřelbě
Mistrovství světa v lukostřelbě (World Archery Championships) je turnaj v lukostřelbě organizovaný Světovou lukostřeleckou federací (World Archery Federation) (WA).
První turnaj se uskutečnil v roce 1931 ve Lvově. Tyto turnaje se konají od roku 1959 vždy lichým rokem.
První turnaj v halové lukostřelbě se uskutečnil v roce 1991 ve Oulu.
První turnaj v terénní lukostřelbě se uskutečnil v roce 1969 v Valley Forge.

## Přehled světových šampionátů
| Mistrovství světa v lukostřelbě | Mistrovství světa v lukostřelbě | Mistrovství světa v lukostřelbě | Mistrovství světa v lukostřelbě | Mistrovství světa v halové lukostřelbě | Mistrovství světa v halové lukostřelbě | Mistrovství světa v halové lukostřelbě | Mistrovství světa v halové lukostřelbě | Mistrovství světa v terénní lukostřelbě | Mistrovství světa v terénní lukostřelbě | Mistrovství světa v terénní lukostřelbě | Mistrovství světa v terénní lukostřelbě |
| ------------------------------- | ------------------------------- | ------------------------------- | ------------------------------- | -------------------------------------- | -------------------------------------- | -------------------------------------- | -------------------------------------- | --------------------------------------- | --------------------------------------- | --------------------------------------- | --------------------------------------- |
| Pořadí                          | Rok                             | Město                           | Země                            | Pořadí                                 | Rok                                    | Město                                  | Země                                   | Pořadí                                  | Rok                                     | Město                                   | Země                                    |
| 1.                              | MS 1931                         | Lvov                            | Polsko                          |                                        |                                        |                                        |                                        |                                         |                                         |                                         |                                         |
| 2.                              | MS 1932                         | Varšava                         | Polsko                          |                                        |                                        |                                        |                                        |                                         |                                         |                                         |                                         |
| 3.                              | MS 1933                         | Londýn                          | Anglie                          |                                        |                                        |                                        |                                        |                                         |                                         |                                         |                                         |
| 4.                              | MS 1934                         | Båstad                          | Švédsko                         |                                        |                                        |                                        |                                        |                                         |                                         |                                         |                                         |
| 5.                              | MS 1935                         | Brusel                          | Belgie                          |                                        |                                        |                                        |                                        |                                         |                                         |                                         |                                         |
| 6.                              | MS 1936                         | Praha                           | Československo                  |                                        |                                        |                                        |                                        |                                         |                                         |                                         |                                         |
| 7.                              | MS 1937                         | Paříž                           | Francie                         |                                        |                                        |                                        |                                        |                                         |                                         |                                         |                                         |
| 8.                              | MS 1938                         | Londýn                          | Anglie                          |                                        |                                        |                                        |                                        |                                         |                                         |                                         |                                         |
| 9.                              | MS 1939                         | Oslo                            | Norsko                          |                                        |                                        |                                        |                                        |                                         |                                         |                                         |                                         |
| 10.                             | MS 1946                         | Stockholm                       | Švédsko                         |                                        |                                        |                                        |                                        |                                         |                                         |                                         |                                         |
| 11.                             | MS 1947                         | Praha                           | Československo                  |                                        |                                        |                                        |                                        |                                         |                                         |                                         |                                         |
| 12.                             | MS 1948                         | Londýn                          | Anglie                          |                                        |                                        |                                        |                                        |                                         |                                         |                                         |                                         |
| 13.                             | MS 1949                         | Paříž                           | Francie                         |                                        |                                        |                                        |                                        |                                         |                                         |                                         |                                         |
| 14.                             | MS 1950                         | Kodaň                           | Dánsko                          |                                        |                                        |                                        |                                        |                                         |                                         |                                         |                                         |
| 15.                             | MS 1952                         | Brusel                          | Belgie                          |                                        |                                        |                                        |                                        |                                         |                                         |                                         |                                         |
| 16.                             | MS 1953                         | Oslo                            | Norsko                          |                                        |                                        |                                        |                                        |                                         |                                         |                                         |                                         |
| 17.                             | MS 1955                         | Helsinky                        | Finsko                          |                                        |                                        |                                        |                                        |                                         |                                         |                                         |                                         |
| 18.                             | MS 1957                         | Praha                           | Československo                  |                                        |                                        |                                        |                                        |                                         |                                         |                                         |                                         |
| 19.                             | MS 1958                         | Brusel                          | Belgie                          |                                        |                                        |                                        |                                        |                                         |                                         |                                         |                                         |
| 20.                             | MS 1959                         | Stockholm                       | Švédsko                         |                                        |                                        |                                        |                                        |                                         |                                         |                                         |                                         |
| 21.                             | MS 1961                         | Oslo                            | Norsko                          |                                        |                                        |                                        |                                        |                                         |                                         |                                         |                                         |
| 22.                             | MS 1963                         | Helsinky                        | Finsko                          |                                        |                                        |                                        |                                        |                                         |                                         |                                         |                                         |
| 23.                             | MS 1965                         | Västerås                        | Švédsko                         |                                        |                                        |                                        |                                        |                                         |                                         |                                         |                                         |
| 24.                             | MS 1967                         | Amersfoort                      | Nizozemsko                      |                                        |                                        |                                        |                                        |                                         |                                         |                                         |                                         |
| 25.                             | MS 1969                         | Valley Forge                    | USA                             |                                        |                                        |                                        |                                        | 1.                                      | MS 1969                                 | Valley Forge                            | USA                                     |
| 26.                             | MS 1971                         | York                            | Anglie                          |                                        |                                        |                                        |                                        | 2.                                      | MS 1971                                 | Cardiff                                 | Wales                                   |
|                                 |                                 |                                 |                                 |                                        |                                        |                                        |                                        | 3.                                      | MS 1972                                 | Gorizia                                 | Itálie                                  |
| 27.                             | MS 1973                         | Grenoble                        | Francie                         |                                        |                                        |                                        |                                        |                                         |                                         |                                         |                                         |
|                                 |                                 |                                 |                                 |                                        |                                        |                                        |                                        | 4.                                      | MS 1974                                 | Záhřeb                                  | Jugoslávie                              |
| 28.                             | MS 1975                         | Interlaken                      | Švýcarsko                       |                                        |                                        |                                        |                                        |                                         |                                         |                                         |                                         |
|                                 |                                 |                                 |                                 |                                        |                                        |                                        |                                        | 5.                                      | MS 1976                                 | Mölndal                                 | Švédsko                                 |
| 29.                             | MS 1977                         | Canberra                        | Austrálie                       |                                        |                                        |                                        |                                        |                                         |                                         |                                         |                                         |
|                                 |                                 |                                 |                                 |                                        |                                        |                                        |                                        | 6.                                      | MS 1978                                 | Ženeva                                  | Švýcarsko                               |
| 30.                             | MS 1979                         | Berlín                          | Západní Německo                 |                                        |                                        |                                        |                                        |                                         |                                         |                                         |                                         |
|                                 |                                 |                                 |                                 |                                        |                                        |                                        |                                        | 7.                                      | MS 1980                                 | Palmerston North                        | Nový Zéland                             |
| 31.                             | MS 1981                         | Punta Ala                       | Itálie                          |                                        |                                        |                                        |                                        |                                         |                                         |                                         |                                         |
|                                 |                                 |                                 |                                 |                                        |                                        |                                        |                                        | 8.                                      | MS 1982                                 | Kingsclere                              | Anglie                                  |
| 32.                             | MS 1983                         | Los Angeles                     | USA                             |                                        |                                        |                                        |                                        |                                         |                                         |                                         |                                         |
|                                 |                                 |                                 |                                 |                                        |                                        |                                        |                                        | 9.                                      | MS 1984                                 | Hyvinkää                                | Finsko                                  |
| 33.                             | MS 1985                         | Soul                            | Jižní Korea                     |                                        |                                        |                                        |                                        |                                         |                                         |                                         |                                         |
|                                 |                                 |                                 |                                 |                                        |                                        |                                        |                                        | 10.                                     | MS 1986                                 | Radstadt                                | Rakousko                                |
| 34.                             | MS 1987                         | Adelaide                        | Austrálie                       |                                        |                                        |                                        |                                        |                                         |                                         |                                         |                                         |
|                                 |                                 |                                 |                                 |                                        |                                        |                                        |                                        | 11.                                     | MS 1988                                 | Bolzano                                 | Itálie                                  |
| 35.                             | MS 1989                         | Lausanne                        | Švýcarsko                       |                                        |                                        |                                        |                                        |                                         |                                         |                                         |                                         |
|                                 |                                 |                                 |                                 |                                        |                                        |                                        |                                        | 12.                                     | MS 1990                                 | Leon                                    | Norsko                                  |
| 36.                             | MS 1991                         | Krakov                          | Polsko                          | 1.                                     | MS 1991                                | Oulu                                   | Finsko                                 |                                         |                                         |                                         |                                         |
|                                 |                                 |                                 |                                 |                                        |                                        |                                        |                                        | 13.                                     | MS 1992                                 | Margraten                               | Nizozemsko                              |
| 37.                             | MS 1993                         | Antalya                         | Turecko                         | 2.                                     | MS 1993                                | Perpignan                              | Francie                                |                                         |                                         |                                         |                                         |
|                                 |                                 |                                 |                                 |                                        |                                        |                                        |                                        | 14.                                     | MS 1994                                 | Vertus                                  | Francie                                 |
| 38.                             | MS 1995                         | Jakarta                         | Indonésie                       | 3.                                     | MS 1995                                | Birmingham                             | Anglie                                 |                                         |                                         |                                         |                                         |
|                                 |                                 |                                 |                                 |                                        |                                        |                                        |                                        | 15.                                     | MS 1996                                 | Kranjska Gora                           | Slovinsko                               |
| 39.                             | MS 1997                         | Victoria                        | Kanada                          | 4.                                     | MS 1997                                | Istanbul                               | Turecko                                |                                         |                                         |                                         |                                         |
|                                 |                                 |                                 |                                 |                                        |                                        |                                        |                                        | 16.                                     | MS 1998                                 | Obergurgl                               | Rakousko                                |
| 40.                             | MS 1999                         | Riom                            | Francie                         | 5.                                     | MS 1999                                | Havana                                 | Kuba                                   |                                         |                                         |                                         |                                         |
|                                 |                                 |                                 |                                 |                                        |                                        |                                        |                                        | 16.                                     | MS 2000                                 | Cortina d'Ampezzo                       | Itálie                                  |
| 41.                             | MS 2001                         | Peking                          | Čína                            | 6.                                     | MS 2001                                | Florencie                              | Itálie                                 |                                         |                                         |                                         |                                         |
|                                 |                                 |                                 |                                 |                                        |                                        |                                        |                                        | 17.                                     | MS 2002                                 | Canberra                                | Austrálie                               |
| 42.                             | MS 2003                         | New York                        | USA                             | 7.                                     | MS 2003                                | Nîmes                                  | Francie                                |                                         |                                         |                                         |                                         |
|                                 |                                 |                                 |                                 |                                        |                                        |                                        |                                        | 18.                                     | MS 2004                                 | Plitvice                                | Chorvatsko                              |
| 43.                             | MS 2005                         | Madrid                          | Španělsko                       | 8.                                     | MS 2005                                | Aalborg                                | Dánsko                                 |                                         |                                         |                                         |                                         |
|                                 |                                 |                                 |                                 |                                        |                                        |                                        |                                        | 19.                                     | MS 2006                                 | Göteborg                                | Švédsko                                 |
| 44.                             | MS 2007                         | Lipsko                          | Německo                         | 9.                                     | MS 2007                                | İzmir                                  | Turecko                                |                                         |                                         |                                         |                                         |
|                                 |                                 |                                 |                                 |                                        |                                        |                                        |                                        | 20.                                     | MS 2008                                 | Llwynypia                               | Wales                                   |
| 45.                             | MS 2009                         | Ulsan                           | Jižní Korea                     | 10.                                    | MS 2009                                | Řešov                                  | Polsko                                 |                                         |                                         |                                         |                                         |
|                                 |                                 |                                 |                                 |                                        |                                        |                                        |                                        | 21.                                     | MS 2010                                 | Visegrád                                | Maďarsko                                |
| 46.                             | MS 2011                         | Turín                           | Itálie                          |                                        |                                        |                                        |                                        |                                         |                                         |                                         |                                         |
|                                 |                                 |                                 |                                 | 11.                                    | MS 2012                                | Las Vegas                              | USA                                    | 22.                                     | MS 2012                                 | Val d'Isère                             | Francie                                 |
| 47.                             | MS 2013                         | Belek                           | Turecko                         |                                        |                                        |                                        |                                        |                                         |                                         |                                         |                                         |
|                                 |                                 |                                 |                                 | 12.                                    | MS 2014                                | Nîmes                                  | Francie                                | 23.                                     | MS 2014                                 | Záhřeb                                  | Chorvatsko                              |
| 48.                             | MS 2015                         | Kodaň                           | Dánsko                          |                                        |                                        |                                        |                                        |                                         |                                         |                                         |                                         |
|                                 |                                 |                                 |                                 | 13.                                    | MS 2016                                | Ankara                                 | Turecko                                | 24.                                     | MS 2016                                 | Dublin                                  | Irsko                                   |
| 49.                             | MS 2017                         | Ciudad de México                | Mexiko                          |                                        |                                        |                                        |                                        |                                         |                                         |                                         |                                         |
|                                 |                                 |                                 |                                 | 14.                                    | MS 2018                                | Yankton                                | USA                                    | 25.                                     | MS 2018                                 | Cortina d'Ampezzo                       | Itálie                                  |
| 50.                             | MS 2019                         | 's-Hertogenbosch                | Nizozemsko                      |                                        |                                        |                                        |                                        |                                         |                                         |                                         |                                         |